# Salganea mandelsi
Salganea mandelsi är en kackerlacksart som beskrevs av Roth, L. M. 1979. Salganea mandelsi ingår i släktet Salganea och familjen jättekackerlackor. Inga underarter finns listade i Catalogue of Life.